# Grandes cabos

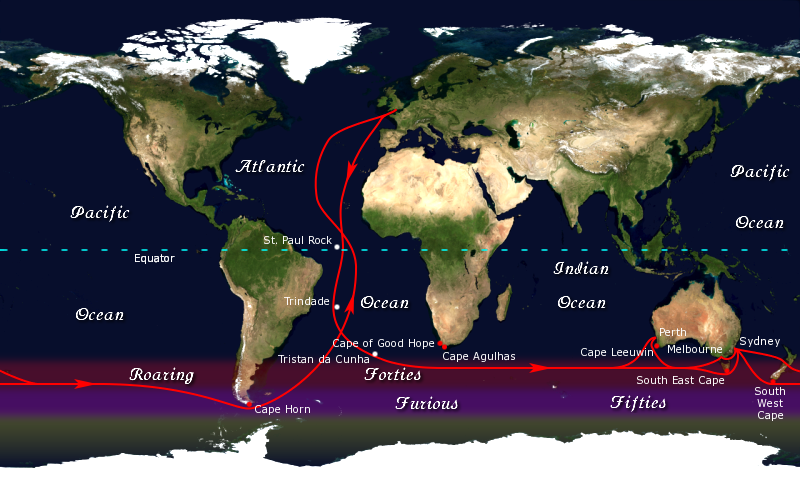
Ruta mercante utilizada por los barcos que conectaban a Inglaterra con Australia y Nueva Zelanda, a través de los Grandes cabos

Grandes cabos es el nombre que reciben en la navegación los tres principales cabos australes de la ruta marítima a través del océano Austral: el cabo de Buena Esperanza (sur de África, en ocasiones reemplazado por el cabo Agulhas), el cabo Leeuwin (extremo meridional de Australia) y el cabo de Hornos (en el extremo austral de Chile).
El cabo Sureste en Tasmania y el cabo Sudoeste, en el extremo de la isla Stewart, en Nueva Zelanda, son incluidos ocasionalmente como hitos importantes de la circunnavegación. La ruta tradicional de los buques mercantes seguía los vientos de los llamados «rugientes cuarenta» (latitud 40ºS) al sur de dichos cabos, lo que era particularmente peligroso para la mayoría de las naves.
En la actualidad, estos cabos constituyen los hitos de diversas regatas oceánicas de yates, que realizan este recorrido. La circunnavegación usando esta vía es considerada una gran hazaña de la navegación. Según una antigua tradición marinera, los navegantes que los han superado navegando a vela cumplen una gesta que les da derecho a lucir tres anillos en su oreja, a permanecer de pie ante los reyes y a orinar contra el viento.
En su libro La longue route (El largo viaje), Bernard Moitessier intenta expresar el importante significado para un marino de estos grandes cabos.

Pues la geografía de un marino no es siempre la del cartógrafo, para quien un cabo es un cabo, con su latitud y su longitud. Para el marino, un gran cabo representa a la vez un conjunto muy simple y a la vez extremadamente complicado de arrecifes, corrientes, fuertes mares y grandes olas, vientos suaves y vendavales, alegrías y miedos, fatiga, sueños, manos doloridas, estómagos vacíos, momentos maravillosos y algunos de sufrimiento.
Un gran cabo, para nosotros, no puede ser expresado solamente por su latitud y su longitud. Un gran cabo tiene su alma, con suaves y violentos colores y sombras. Un alma tan suave como la de un niño y tan violenta como la de un criminal. Y por eso se va allí.
Bernard Moitessier, El largo viaje